# Aboubakar Keita
Aboubakar Keita (Abidjan, 1997. november 5. –) elefántcsontparti labdarúgó, a Nyíregyháza Spartacus játékosa, középpályás.

## Pályafutása

### Klubcsapatokban
Az elefántcsontparti ATM Abobo akadémiáján nevelkedett. 2015-ben (18 évesen) csatlakozott a dán København csapatához. Kölcsönben szerepelt a svéd Halmstadsnál, a norvég Stabæknél és a belga Oud-Heverlee Leuvennél, akik végül le is szerződtették. 2021-ben igazolt a szintén belga Charleroiba, sok lehetőséget itt azonban nem kapott, így főként itt is kölcsönben játszott, az RWD Molenbeeknél, és az izraeli Ness Zionánál. 2023-ban visszatért Svédországba, az AIK szerződtette.
2024. február 12-én az Újpest igazolta le. Február 17-én mutatkozott be a KTE ellen. Első gólját a DVTK ellen 7–0-ra megnyert bajnokin szerezte. A következő szezon első öt bajnokiján mindössze 47 perc játékidőt kapott, 2024. augusztus 30-án pedig felbontották a szerződését, így távozott Újpestről. Két nappal később bejelentették, hogy Nyíregyházára szerződött.

## Sikerei, díjai
FC København
- Dán bajnok: 2015–16
- Dán kupagyőztes: 2015–16